# Fatemeh Sultan Baghbanbashi
Fatemeh Sultan Baghbanbashi, död efter 1896, var gemål till shah Nassredin Shah (regerade 1848-1896).
Hon gifte sig med monarken i ett så kallat tillfälligt äktenskap och var därmed konkubin och inte hustru, även om hon officiellt kallades för hustru. Hon var monarkens favorithustru, och centralfiguren i en rad omtalade hovintriger.